# Bréchamps
Bréchamps – miejscowość i gmina we Francji, w Regionie Centralnym, w departamencie Eure-et-Loir.
Według danych na rok 1990 gminę zamieszkiwało 270 osób, a gęstość zaludnienia wynosiła 50 osób/km² (wśród 1842 gmin Regionu Centralnego Bréchamps plasuje się na 871. miejscu pod względem liczby ludności, natomiast pod względem powierzchni na miejscu 1346.).